# Brzozów
Brzozów é um município da Polônia, na voivodia da Subcarpácia e no condado de Brzozów. Estende-se por uma área de 11,46 km², com 7 516 habitantes, segundo os censos de 2017, com uma densidade de 651,9 hab/km².